# (10828) Tomjones
(10828) Tomjones (1993 TE5) – planetoida z pasa głównego asteroid okrążająca Słońce w ciągu 3,26 lat w średniej odległości 2,2 j.a. Odkryta 8 października 1993 roku.